# Americana (album de The Offspring)
Pour les articles homonymes, voir Americana.
Albums de The Offspring
Ixnay on the Hombre
(1997) Conspiracy of One
(2000)
Singles
1. Pretty Fly (for a White Guy)
Sortie : 9 novembre 1998
2. Why Don't You Get a Job?
Sortie : 30 mars 1999
3. The Kids Aren't Alright
Sortie : 21 septembre 1999
4. She's Got Issues
Sortie : 19 octobre 1999

Americana est le cinquième album studio du groupe californien de punk rock The Offspring, sorti le 17 novembre 1998 sur le label Columbia.
C'est le deuxième plus grand succès commercial du groupe, derrière Smash, avec plus de 10 millions d’exemplaires vendus dans le monde. Il s'est classé numéro un des ventes d'albums dans plusieurs pays et 2e du classement Billboard 200 aux États-Unis, pays dans lequel il est cinq fois disque de platine, et il est certifié au moins disque de platine dans plusieurs autres pays.
Il a été plutôt bien accueilli par la critique et se présente comme une sorte d'album-concept qui dresse un état des lieux des problèmes inhérents à la culture américaine à la fin du XXe siècle. Quatre singles sont extraits de l'album : Pretty Fly (for a White Guy), Why Don't You Get a Job?, The Kids Aren't Alright et She's Got Issues.

## Enregistrement
Après le succès mondial inespéré remporté par Smash (1994), le groupe se dispute avec le label Epitaph et finit par signer avec Columbia en 1996 après une procédure houleuse. L'album suivant du groupe, Ixnay on the Hombre (1997), se vend considérablement moins bien que Smash. Dexter Holland s'attelle à la composition de nouvelles chansons dès la fin de la tournée promotionnelle d'Ixnay on the Hombre, en décembre 1997.
La formation décide de travailler dans le même studio et avec le même producteur, Dexter Holland expliquant que le groupe ne souhaite pas faire de changements importants dans son style musical comme il y en a eu depuis Ignition entre tous leurs albums précédents. La formation reste donc dans son registre habituel en dehors de quelques titres comme Pretty Fly (for a White Guy) et Pay the Man qui explorent des sonorités différentes. Pay the Man avait d'ailleurs été enregistré pour Ixnay on the Hombre mais retiré au dernier moment. Le travail en studio commence début juillet 1998, 17 démos étant enregistrées. Le groupe termine l'enregistrement en septembre, Holland affirmant que tout s'était très bien déroulé car il n'avait pas la pression comme pour l'album précédent. 

## Parution et accueil

### Sortie et succès commercial
L'album atteint la 2e place au Billboard 200. Il se classe par ailleurs numéro un des ventes en Australie, en Autriche, en Nouvelle-Zélande et en Suède, deuxième en Finlande, en France et en Norvège et troisième au Canada. C'est le deuxième plus grand succès commercial du groupe, derrière Smash, avec plus de 10 millions d’exemplaires vendus dans le monde dont plus de cinq millions aux États-Unis et entre 500 000 et un million au Canada, en France et au Japon.

### Accueil critique
Stephen Erlewine, d'AllMusic, lui donne la note de 3/5, affirmant que « si les objectifs du groupe semblent un peu simples et prévisibles, sa musique l'est rarement » grâce à sa « combinaison solide de pop punk et d'humour ». Dan Snierson, d'Entertainment Weekly, estime que le son du groupe est « toujours aussi explosif », que les mélodies sont habiles et les paroles satiriques. Greg Kot, de Rolling Stone, lui donne la note de 3/5, considérant que la moitié des chansons de l'album ne comportent aucune prise de risque, alors que l'autre moitié, et notamment She's Got Issues, Pay the Man, Why Don't You Get a Job? et Pretty Fly (for a White Guy), est beaucoup plus innovante. Robert Christgau, du Village Voice, lui donne la note de A-, évoquant un album qui sonne comme du Bad Religion dont le message serait beaucoup plus léger et affirmant que la chanson Americana est « grandiose ». Pour Paul Brannigan, de Kerrang!, l'album trouve un bon équilibre entre humour et observations sérieuses sur la vie quotidienne des Américains et conserve les riffs et les mélodies typiques du groupe. 
Pour Siobhan Grogan, du New Musical Express, qui lui donne la note de 3/10, c'est du punk « typiquement américain », simple, sans imagination et agaçant. Stephen Thompson, de The A.V. Club, évoque un album « exécrable » qui entraîne le genre pop punk dans l'auto-parodie en alignant les chansons « énervantes, ringardes et calculées pour plaire ».

## Tournée
Le groupe joue plus de 150 concerts entre novembre 1998 et décembre 1999, d'abord en Amérique du Nord, puis en Europe et en Océanie. Après les festivals estivaux en Amérique du Nord et en Europe, dont une apparition au festival de Woodstock 1999, la tournée s'est poursuivie au Japon, en Australie et en Amérique du Sud et du Nord.

## Caractéristiques artistiques

### Thèmes et compositions
Les chansons de l'album forment une série de vignettes qui sont autant de commentaires sur le mode de vie aux États-Unis à la fin du XXe siècle, un pays qui ressemble plus au Jerry Springer Show qu'à un tableau de Norman Rockwell. Le thème principal se dégageant de ce qui est devenu un album-concept est que les gens endossent de moins en moins la responsabilité de leurs actions même si l'album évoque aussi l'angoisse des adolescents, la présence écrasante des autorités et les excès du politiquement correct. Dexter Holland explique dans un entretien que les chansons composant l'album « ne sont pas des condamnations, ce sont de petites histoires faisant un état des lieux de ce que nous voyons autour de nous. Nous voulons dévoiler le côté le plus sombre de notre culture ». Ainsi, la chanson The Kids Aren't Alright, dont le titre est un clin d'œil au morceau The Kids Are Alright de The Who, expose les dessous sordides de la classe moyenne et des destins régulièrement tragiques des adolescents issus de ce milieu ; Walla Walla (surnom du pénitencier d'État de l’État de Washington) est un commentaire humoristique sur la criminalité et Pay the Man est une complainte sur les taxes gouvernementales. Have You Ever traite du conflit interne entre vouloir être soi-même et être comme les autres veulent que vous soyez. Staring at the Sun est dans le même thème de tracer sa propre route malgré l'adversité et quoi que les gens en pensent.
Feelings est une parodie du célèbre hit du même nom de Morris Albert (1974) : le tempo a été accéléré, et les paroles ont été inversées dans leur propos, les sentiments d'amour devenant de la haine. 
Pretty Fly (for a White Guy) commence par un sample de la chanson Rock of Ages de Def Leppard et se moque les jeunes blancs de banlieue qui veulent s'approprier la culture gangsta rap en la vidant de son contexte. She's Got Issues évoque les jeunes femmes qui se posent en victimes et rejettent tous leurs problèmes psychologiques sur les autres. Why Don't You Get a Job? présente des ressemblances de sonorités avec la chanson Ob-La-Di, Ob-La-Da des Beatles et évoque les personnes qui laissent le soin à leur conjoint de gagner l'argent qu'ils dépensent. Americana est une chanson cynique sur le besoin de satisfaction immédiate.

### Titre et pochette
Le choix du titre a été difficile, le groupe envisageant de lui donner un titre racoleur d'émission du Jerry Springer Show. Avec le titre Americana, qui est aussi celui de son avant-dernière chanson, le groupe souhaitait élargir la définition de ce mot utilisé pour décrire les stéréotypes de la culture américaine.
La pochette de l'album représente un garçon blond avec une chaussure orthopédique assis sur une balançoire et tenant une puce de sable, ou sans doute plutôt une blatte, géante tandis qu'un tentacule se tend vers lui comme pour le saisir. Le groupe engage Frank Kozik pour la réaliser car ses membres trouvent que les affiches de concerts qu'il a réalisé « présentent toutes les connotations que nous associons à l'album : un style dans années 1950 avec son vernis et son innocence mais avec un côté tordu ». Frank Kozik est réticent car, bien qu'il connaisse Dexter Holland depuis longtemps, il n'aime pas l'album et ne tient pas à y être associé. Il demande donc 75 000 $, soit environ le triple de ce qu'il demande habituellement pour ce genre de travail, condition qui est acceptée. Dans le livret, chaque chanson a sa propre illustration de Frank Kozik qui l'accompagne.

## Postérité
Gilles Verlant et Thomas Caussé, dans La Discothèque parfaite de l'odyssée du rock, le considèrent comme un « concentré de rage punk mélangé à un vrai sens de la mélodie, du refrain entêtant et du riff qui vous cisaille les tympans ». Le magazine Kerrang! le classe en 2006 à la 20e place des meilleurs albums de punk de tous les temps. En 2012, le magazine Rock Sound le fait figurer en 79e place de sa liste des 101 meilleurs albums de rock des 15 dernières années. En 2013, BuzzFeed le fait apparaître à la 15e place de son classement d'albums de pop punk à écouter absolument avant de mourir. En 2014, Rock Sound le classe en 23e position de sa liste des 51 meilleurs albums de pop punk de tous les temps. La même année, New Musical Express le cite dans sa liste des 20 meilleurs albums de pop punk.

## Fiche technique

### Liste des chansons
Toutes les paroles sont écrites par Dexter Holland sauf mention contraire, toute la musique est composée par The Offspring.
| 1.  | Welcome                      |                                          | 0:10  |
| 2.  | Have You Ever                |                                          | 4:57  |
| 3.  | Staring at the Sun           |                                          | 2:09  |
| 4.  | Pretty Fly (for a White Guy) |                                          | 3:04  |
| 5.  | The Kids Aren't Alright      |                                          | 2:57  |
| 6.  | Feelings                     | Morris Albert et Louis Felix-Marie Gasté | 2:48  |
| 7.  | She's Got Issues             |                                          | 3:47  |
| 8.  | Walla Walla                  |                                          | 2:54  |
| 9.  | The End of the Line          |                                          | 2:58  |
| 10. | No Brakes                    |                                          | 2:03  |
| 11. | Why Don't You Get a Job?     |                                          | 2:47  |
| 12. | Americana                    |                                          | 2:15  |
| 13. | Pay the Man                  |                                          | 10:19 |

La dernière chanson, Pay the Man se finit à 8:07. Elle est suivie, après un blanc d'1:07, d'un morceau-fantôme d'1:02, la reprise du thème de Pretty Fly (for a White Guy) en version mariachi.

### Crédits
| - Dexter Holland : chant, guitare rythmique - Ron Welty : batterie - Greg K : basse - Noodles : guitare solo, chœurs Musiciens additionnels - Gabe McNair & Phil Jordan : cuivres sur Why Don't You Get a Job? - Derrick Davis : flûte sur Why Don't You Get a Job? - John Mayer, Calvert DeForest, Heidi Villagran, Nika Frost, Chris Higgins, Jack Grisham, Davey Havok, Jim Linderg : chœurs - Carlos Gomez, Raul Garibay, Pedro Pina, Alvaro Macias, Miguel Gonzales : groupe mariachi | - Dave Jerden : producteur, mixage - Bryan Carlstrom : ingénieur du son - Eddy Schreyer : mastering - Frank Kozik : design pochette |

## Classements et certifications

### Album
Charts
| Pays             | Durée du classement | Meilleur classement |
| ---------------- | ------------------- | ------------------- |
| Allemagne        | 63 semaines         | 5e                  |
| Australie        | 49 semaines         | 1er                 |
| Autriche         | 43 semaines         | 1er                 |
| Belgique (W)     | 53 semaines         | 17e                 |
| Belgique (V)     | 45 semaines         | 4e                  |
| Canada           | 35 semaines         | 3e                  |
| États-Unis       | 67 semaines         | 2e                  |
| Finlande         | 41 semaines         | 2e                  |
| France           | 88 semaines         | 2e                  |
| Italie           | -                   | 5e                  |
| Norvège          | 30 semaines         | 2e                  |
| Nouvelle-Zélande | 39 semaines         | 1er                 |
| Pays-Bas         | 56 semaines         | 6e                  |
| Royaume-Uni      | 56 semaines         | 10e                 |
| Suède            | 50 semaines         | 1er                 |
| Suisse           | 61 semaines         | 5e                  |

Certifications
| Pays                    | Certification | Ventes      | Date       |
| ----------------------- | ------------- | ----------- | ---------- |
| Allemagne (BVMI)        | Or            | 250 000 +   | 1999       |
| Argentine (CAPIF)       | Or            | 30 000 +    | 1999       |
| Australie (ARIA)        | 5 × Platine   | 350 000 +   | 1999       |
| Autriche (IFPI Austria) | Platine       | 50 000 +    | 02/06/1999 |
| Belgique (BEA)          | Or            | 25 000 +    | 1999       |
| Brésil (ABPD)           | Platine       | 250 000 +   | 2000       |
| Canada (Music Canada)   | 8 × Platine   | 800 000 +   | 27/08/1999 |
| Espagne (PROMUSICAE)    | Platine       | 100 000 +   | 1999       |
| États-Unis (RIAA)       | 5 × Platine   | 5 000 000 + | 06/12/2005 |
| Finlande (IFPI Finland) | Platine       | 52 798 +    | 1999       |
| France (SNEP)           | 2 × Platine   | 600 000 +   | 2001       |
| Japon (RIAJ)            | 4 × Platine   | 800 000 +   | 1999       |
| Mexique (AMPROFON)      | Or            | 100 000 +   | 22/07/1999 |
| Norvège (IFPI Norway)   | Platine       | 50 000 +    | 2000       |
| Nouvelle-Zélande (RMNZ) | 4 × Platine   | 60 000 +    | 22/08/1999 |
| Pays-Bas (NVPI)         | Or            | 50 000 +    | 1999       |
| Pologne (ZPAV)          | Platine       | 100 000 +   | 1999       |
| Royaume-Uni (BPI)       | Platine       | 300 000 +   | 26/02/1999 |
| Suède (GLF)             | 2 × Platine   | 160 000 +   | 1999       |
| Suisse                  | Platine       | 50 000 +    | 1999       |

### Singles
Pretty Fly (for a White Guy)
| Année     | Chart                   | Durée du classement | Position |
| --------- | ----------------------- | ------------------- | -------- |
| 1998 - 99 | Hot 100                 | 16 semaines         | 53e      |
| 1998 - 99 | Mainstream Rock Tracks  | 25 semaines         | 5e       |
| 1998 - 99 | Alternative Songs       | 26 semaines         | 3e       |
| 1998 - 99 | UK Singles Chart        | 13 semaines         | 1er      |
| 1998 - 99 | Single Top 100          | 20 semaines         | 2e       |
| 1998 - 99 | ARIA Charts             | 22 semaines         | 1er      |
| 1998 - 99 | Ö3 Austria Top 40       | 18 semaines         | 2e       |
| 1998 - 99 | (W) Ultratop            | 19 semaines         | 3e       |
| 1998 - 99 | (V) Ultratop            | 19 semaines         | 1er      |
| 1998 - 99 | RPM Top Singles         | 22 semaines         | e        |
| 1998 - 99 | Suomen virallinen lista | 9 semaines          | 1er      |
| 1998 - 99 | Top 100                 | 24 semaines         | 10e      |
| 1998 - 99 | FIMI                    | —                   | 1er      |
| 1998 - 99 | VG-lista                | 18 semaines         | 1er      |
| 1998 - 99 | Mega Top 50             | 21 semaines         | 1er      |
| 1998 - 99 | Sverigetopplistan       | 23 semaines         | 1er      |
| 1998 - 99 | Schweizer Hitparade     | 27 semaines         | 4e       |

Why Don't You Get a Job?
| Année | Chart                  | Durée du classement | Position |
| ----- | ---------------------- | ------------------- | -------- |
| 1999  | Hot 100                | 15 semaines         | 74e      |
| 1999  | Mainstream Rock Tracks | 20 semaines         | 10e      |
| 1999  | Alternative Songs      | 26 semaines         | 4e       |
| 1999  | UK Singles Chart       | 10 semaines         | 2e       |
| 1999  | Single Top 100         | 12 semaines         | 16e      |
| 1999  | ARIA Charts            | 23 semaines         | 2e       |
| 1999  | Ö3 Austria Top 40      | 9 semaines          | 16e      |
| 1999  | (W) Ultratop           | 8 semaines          | 25e      |
| 1999  | (V) Ultratop           | 12 semaines         | 17e      |
| 1999  | RPM Top Singles        | 21 semaines         | 19e      |
| 1999  | Top 100                | 20 semaines         | 29e      |
| 1999  | FIMI                   | —                   | 13e      |
| 1999  | VG-lista               | 8 semaines          | 6e       |
| 1999  | RMNZ Singles Top40     | 8 semaines          | 4e       |
| 1999  | Mega Top 50            | 16 semaines         | 6e       |
| 1999  | Sverigetopplistan      | 17 semaines         | 2e       |
| 1999  | Schweizer Hitparade    | 11 semaines         | 24e      |

The Kids Aren't Alright
| Année | Chart                  | Durée du classement | Position |
| ----- | ---------------------- | ------------------- | -------- |
| 1999  | Mainstream Rock Tracks | 26 semaines         | 11e      |
| 1999  | Alternative Songs      | 26 semaines         | 6e       |
| 1999  | UK Singles Chart       | 8 semaines          | 11e      |
| 1999  | Single top 100         | 8 semaines          | 45e      |
| 1999  | (V) Ultratop           | 7 semaines          | 43e      |
| 1999  | Top 100                | 16 semaines         | 32e      |
| 1999  | FIMI                   | —                   | 45e      |
| 1999  | RMNZ Singles Top40     | 4 semaines          | 39e      |
| 1999  | Mega Top 50            | 12 semaines         | 29e      |
| 1999  | Sverigetopplistan      | 13 semaines         | 16e      |

She's Got Issues
| Année | Chart                  | Durée du classement | Position |
| ----- | ---------------------- | ------------------- | -------- |
| 1999  | Mainstream Rock Tracks | 16 semaines         | 19e      |
| 1999  | Alternative Songs      | 15 semaines         | 11e      |
| 1999  | UK Singles Chart       | 2 semaines          | 41e      |
| 1999  | Mega Top 50            | 2 semaines          | 89e      |
| 1999  | Sverigetopplistan      | 1 semaine           | 59e      |
| 1999  | Schweizer Hitparade    | 5 semaines          | 60e      |